# ويليام والاس برايس
ويليام والاس برايس (بالإنجليزية: William Wallace Price)‏ هو صحفي أمريكي، ولد في 11 نوفمبر 1867 في داهلونغا في الولايات المتحدة، وتوفي في 24 أكتوبر 1931 في واشنطن العاصمة في الولايات المتحدة.